# Metamunna typica
Metamunna typica är en kräftdjursart som beskrevs av Tattersall 1905. Metamunna typica ingår i släktet Metamunna och familjen Paramunnidae. Inga underarter finns listade i Catalogue of Life.